# Soerel (buurtschap)
Soerel is een voormalige buurtschap in de gemeente Nunspeet, op de grens met de gemeenten Epe en Elburg.
Soerel lag destijds op het kruispunt van de wegen Amersfoort-Zwolle en Arnhem-Elburg en was daarmee op de verder verlaten Veluwe een belangrijke pleisterplaats. Er werd twee keer per jaar een schapenmarkt georganiseerd. De buurtschap is met het verdwijnen van de laatste boerderij in 1969 slechts terug te vinden in de naamgeving van een straat (Provinciale weg 795) en een natuurcamping van Staatsbosbeheer. Op de plek van de buurtschap is een open kampontginning in het bos.